# Gustaf Westberg
Carl Gustaf Robert Westberg, född 11 februari 1865 i Livgardet till häst församling, Stockholm, död 10 december 1937 i Helsingborg, var en svensk elektroingenjör.
Westberg utexaminerades 1889 från Kungliga Tekniska högskolans avdelning för maskinbyggnadskonst och mekanisk teknologi och beviljades 1894 av Kungl. Maj:t reseunderstöd för att i Tyskland och Schweiz studera elektroteknikens senaste framsteg. Efter anställningar vid bland annat Atlas Verkstäder och Elektriska prövningsanstalten i Stockholm var han under några år chef för elektriska avdelningen vid W. Wiklunds Verkstäder i Stockholm. År 1901 blev han föreståndare för Helsingborgs stads elektricitetsverk, en befattning vilken han innehade till pensioneringen. Han gravsattes på Norra begravningsplatsen utanför Stockholm.